# Bundesamt für Sicherheit in der Informationstechnik

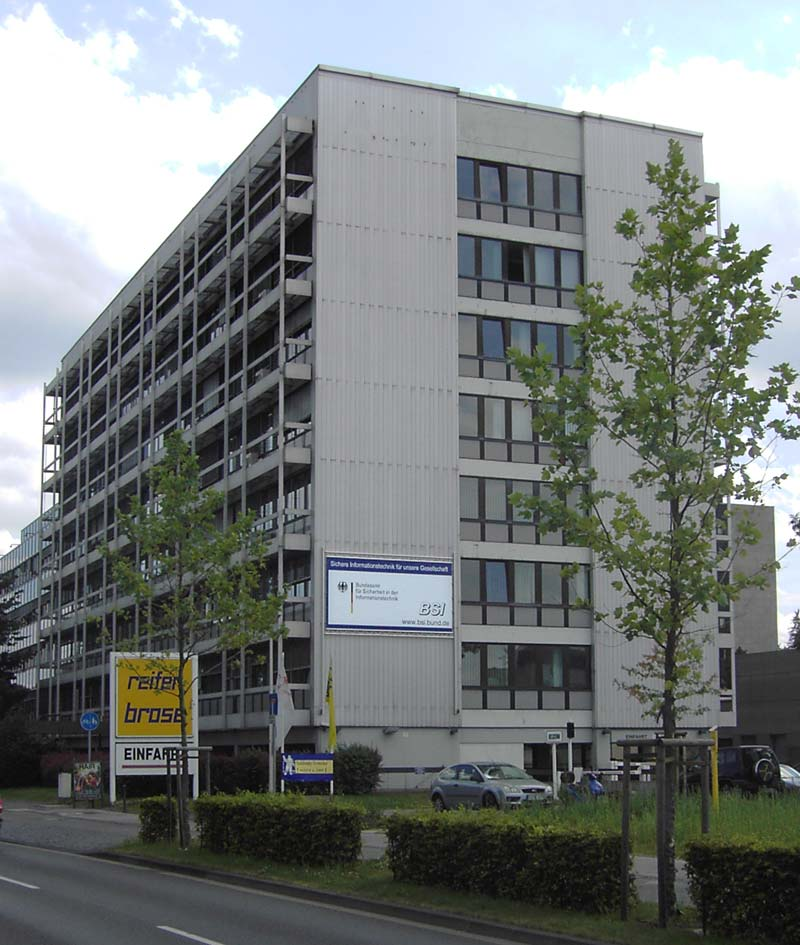
Sitz des BSI in Bonn, Godesberger Allee 185–189

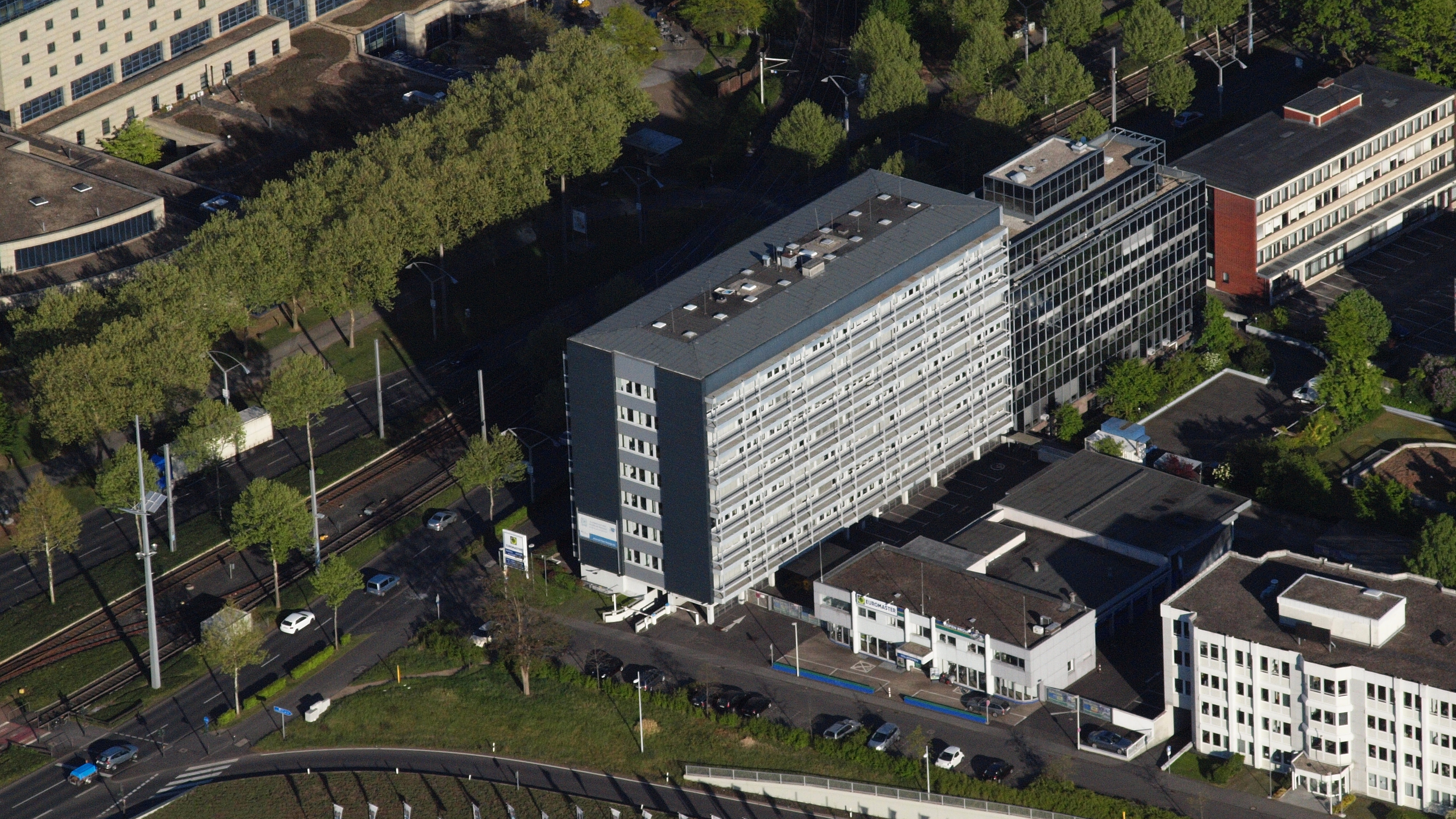
Bonn, Bundesamt für Sicherheit in der Informationstechnik

Das Bundesamt für Sicherheit in der Informationstechnik (BSI) ist eine deutsche Bundesoberbehörde, die für IT-Sicherheit zuständig ist. Der Leitsatz des BSI lautet: „Das BSI als die Cyber-Sicherheitsbehörde des Bundes gestaltet Informationssicherheit in der Digitalisierung durch Prävention, Detektion und Reaktion für Staat, Wirtschaft und Gesellschaft.“ Die Stellenzahl des BSI hat sich zwischen 2016 und 2019 auf knapp 1.290 Stellen verdoppelt. Für das Jahr 2024 gibt das BSI die Anzahl seiner Stellen mit 1.733 an.

## Geschichte
Das BSI wurde 1991 mit dem Gesetz über die Errichtung des Bundesamtes für Sicherheit in der Informationstechnik (BSI-Errichtungsgesetz) gegründet. Das BSI ging aus der Zentralstelle für Sicherheit in der Informationstechnik (ZSI) hervor, die bis 30. Mai 1989 als Zentralstelle für das Chiffrierwesen (ZfCh) firmierte. Bei dieser Vorgängerdienststelle handelte es sich um eine Organisationseinheit des Bundesnachrichtendienstes (BND). Der Mathematiker Otto Leiberich, seit 1957 beim Bundesnachrichtendienst und dort zuletzt Leiter der ZfCh bzw. ZSI, war erster Präsident des BSI.
Nach dem Ausscheiden von Otto Leiberich wurde Dirk Henze mit Wirkung zum 1. Januar 1993 zum neuen BSI-Präsidenten bestellt. Ihm folgte im März 2003 Udo Helmbrecht. Danach trat Michael Hange am 16. Oktober 2009 sein Amt als Präsident an und wurde am 11. Dezember 2015 in den Ruhestand entlassen.
Vom 18. Februar 2016 bis zum 18. Oktober 2022 führte der vormalige Präsident der russland-nahen Lobbyorganisation Cyber-Sicherheitsrat Deutschland e. V. Arne Schönbohm die Behörde. Das Amt ist in Besoldungsgruppe B 8 der Bundesbesoldungsordnung B eingruppiert. Er führt die Amtsbezeichnung Präsident. Im Vorfeld seiner Ernennung wurde Kritik an seiner Berufung laut. Seit 1. Juli 2023 ist Claudia Plattner Präsidentin des BSI.
Mitte 2017 hat das BSI ein Kompetenzzentrum eingerichtet, um die Aktivitäten des BSI im Bereich der Künstlichen Intelligenz und des maschinellen Lernens zu bündeln.
Nach dem Koalitionsvertrag der Parteien der Bundesregierung von Februar 2018 wurde der Aufgabenbereich des Bundesamtes erweitert. Es übernahm die Beratung für kleine und mittlere Unternehmen und wurde als nationale Cybersicherheitsbehörde ausgebaut. Darin eingeschlossen ist die zentrale Zertifizierung und Standardisierung für IT- und Cyber-Sicherheit. Zudem erhält das BSI zusätzliche Aufgaben im Bereich des digitalen Verbraucherschutzes.
Für die Kooperation mit den Ländern hat das BSI ein nationales Verbindungswesen mit Ansprechpartnern in den Städten Hamburg, Wiesbaden, Bonn, Stuttgart, Berlin und Dresden etabliert. 2017 hat das BSI ein Verbindungsbüro in Wiesbaden eingerichtet. Am 5. Februar 2019 hat das BSI ein Verbindungsbüro für die Region Nord in Hamburg eröffnet. Durch die Präsenz am Standort Hamburg weitet die Cyber-Sicherheitsbehörde ihr Informations- und Unterstützungsangebot für Unternehmen, Behörden, Kommunen und andere Institutionen in Norddeutschland aus. Das Verbindungsbüro dient Behörden, Unternehmen und anderen Institutionen in den Bundesländern Bremen, Hamburg, Mecklenburg-Vorpommern, Niedersachsen, Sachsen-Anhalt und Schleswig-Holstein als Ansprechstelle für Fragen rund um das BSI und das Thema Cyber-Sicherheit.
Seit Dezember 2019 gibt es den zweiten Dienstsitz für 200 Mitarbeiter in Freital bei Dresden. Dies soll die Erreichbarkeit des BSI verbessern. Im selben Jahr beschloss der Haushaltsausschuss des Deutschen Bundestages auch eine weitere Außenstelle in Saarbrücken mit 30 Stellen einzurichten.
Im September 2022 gab das BSI die Einführung eines IT-Sicherheitskennzeichens für die meisten IoT- und Smart-Home-Produkte bekannt. Dieses kann seitdem von Unternehmen beim BSI beantragt werden und stelle Sicherheitseigenschaften von Produkten einfach verständlich für Verbraucher dar.
Im Jahr 2023 wurde am Standort Freital ein Sicherheitslabor für die Mobilfunkstandards 4G und 5G sowie für den zukünftigen 6G-Standard eingerichtet. Damit verfügt das BSI über eine für Telekommunikationsbetreiber typische Testumgebung mit mehreren Funkzellen im eigenen Campus-Netz.
Im Februar 2024 wurde das neue Nationale IT-Lagezentrum des BSI in neuen Räumlichkeiten in Betrieb genommen. Das Ziel ist die Cybersicherheitslage Deutschlands zu jeder Tages- und Nachtzeit bewerten zu können und schnell auf aufkommende Cyberbedrohungen zu reagieren. Das Nationale IT-Lagezentrum bildet die zentrale Meldestelle des BSI und arbeitet mit den BSI-Experten für die Kritischen Infrastrukturen (KRITIS) und des Computer Emergency Response Teams des Bundes (CERT-Bund) sowie den Informationssicherheitsoffizieren des Kommandos Cyber und Informationsraum (KdoCIR) zusammen. So sollen Angriffe auf unterschiedliche Zielgruppen schnell identifiziert und Gemeinsamkeiten sowie ähnlich gelagerte Bedrohungen schneller erkannt und bearbeitet werden. Das Nationale Cyber-Abwehrzentrum (Cyber-AZ), eine Kooperationsplattform, an der neben dem BSI auch Kriminalbehörden, Nachrichtendienste und die BaFin beteiligt sind, unterstützt weiterhin die staatlichen Institutionen wie den Bund und die Länder.

## Aufgaben und Abteilungen

### Grundsätzliche Aufgaben
Der Aufgabenbereich des BSI wird durch das Gesetz über das Bundesamt für Sicherheit in der Informationstechnik (BSI-Gesetz) festgelegt. Ziel des BSI ist die präventive Förderung der Informations- und Cyber-Sicherheit, um den sicheren Einsatz von Informations- und Kommunikationstechnik in Staat, Wirtschaft und Gesellschaft zu ermöglichen und voranzutreiben. So erarbeitet das BSI beispielsweise praxisorientierte Mindeststandards und zielgruppengerechte Handlungsempfehlungen zur IT- und Internet-Sicherheit, um Anwender bei der Vermeidung von Risiken zu unterstützen.
Das BSI ist auch für den Schutz der IT-Systeme des Bundes verantwortlich. Hierbei geht es um die Abwehr von Cyber-Angriffen und anderen technischen Bedrohungen gegen die IT-Systeme und Netze der Bundesverwaltung. Das BSI berichtet dem Innenausschuss des Deutschen Bundestages hierzu einmal jährlich.
Zu den Aufgaben des BSI gehören weiterhin:
- Schutz der Netze des Bundes, Erkennung und Abwehr von Angriffen auf die Regierungsnetze
- Prüfung, Zertifizierung und Akkreditierung von IT-Produkten und -Dienstleistungen
- Warnung vor Schadprogrammen oder Sicherheitslücken in IT-Produkten und -Dienstleistungen
- IT-Sicherheitsberatung für die Bundesverwaltung und andere Zielgruppen
- Information und Sensibilisierung der Bürger für das Thema IT- und Internet-Sicherheit (Digitaler Verbraucherschutz)
- Information und Sensibilisierung der Wirtschaft für das Thema IT- und Internet-Sicherheit
- Entwicklung einheitlicher und verbindlicher IT-Sicherheitsstandards
- Entwicklung von Kryptosystemen für die IT des Bundes

Zum 1. Juli 2024 ist eine neue Organisationsstruktur des BSI in Kraft getreten, die den wachsenden Anforderungen an das BSI Rechnung trägt. Mit der neuen Organisationsstruktur wächst das BSI von acht auf neun Abteilungen, davon acht Fachabteilungen und eine Abteilung für Verwaltungsaufgaben. Die Abteilungen sind jeweils in zwei oder drei Fachbereiche unterteilt, die Fachbereiche wiederum in 4 bis 8 Referate.
Die Ziele der Umorganisation sind eine Reduktion von Schnittstellen zwischen den BSI-internen Organisationseinheiten, eine eindeutige Zuordnung von Verantwortlichkeiten und eine stärkere Bündelung operativer, technischer und methodischer Kompetenzen. Die neue Abteilung I „Sichere Infrastrukturen der Verwaltung“ berät nun Bund, Länder und Kommunen. Der IT-Grundschutz ist Teil der Abteilung S „Standardisierung, Zertifizierung und Prüfung“. Der erst auf Grundlage des IT-Sicherheitsgesetzes 2.0 eingeführte Fachbereich „Digitaler Verbraucherschutz“ ist aus der Wirtschaftsschutzabteilung in die neue Abteilung K „Kooperation mit Staat und Gesellschaft, Digitaler Verbraucherschutz“ gewandert. In der Abteilung W „Cybersicherheit in der Wirtschaft“ wurden die Referate bereits dem Neuzuschnitt von kritischen Sektoren nach der NIS-2-Richtlinie angepasst.
Der Präsidentin und dem Vizepräsident ist ein Leitungsstab zugeordnet:
Leitungsstab:
- Stab L1: Strategie, Strategische Kommunikation, Leitungsunterstützung
- Stab L2: Presse, Social Media, Kommunikation
- Stab L3: Öffentlichkeitsarbeit
- Stab L4: Compliance
- PG PMO: Projektmanagementorganisation

In der Linienorganisation gibt es nun 9 Abteilungen:
- Abteilung Z: Zentrale Aufgaben
- Abteilung K: Kooperation mit Staat und Gesellschaft, Digitaler Verbraucherschutz
- Abteilung T: Technologiestrategie und Informationstechnik
- Abteilung V: Verschlusssachensicherheit und Kryptographie
- Abteilung I: Sichere Infrastrukturen der Verwaltung
- Abteilung C: Operative Cybersicherheit – Lage und CERT
- Abteilung W: Cybersicherheit in der Wirtschaft
- Abteilung D: Digitalisierung und Identitäten
- Abteilung S: Standardisierung, Zertifizierung und Prüfung

Das vollständige Organisationschart ist auf der Webseite des BSI abrufbar.

### Weitere Aufgaben
Das BSI gab bis 2017 die IT-Grundschutz-Kataloge heraus, die Empfehlungen für Standardschutzmaßnahmen für typische IT-Systeme enthielten. Die früheren IT-Grundschutz-Kataloge wurden im Zuge der Modernisierung des IT-Grundschutzes auf das neue IT-Grundschutz-Kompendium umgestellt. Die Modernisierung des IT-Grundschutzes ist seit Oktober 2017 abgeschlossen. Nach der grundlegenden Überarbeitung der gesamten Methodik bietet der neue IT-Grundschutz Einsteigern und Fortgeschrittenen eine modulare und flexible Methode zur Erhöhung der Informationssicherheit in Behörden und Unternehmen. Neue Angebote adressieren speziell kleine und mittelständische Unternehmen und Behörden. Der IT-Grundschutz ist Methode, Handlungsanweisung, Empfehlung und Standard in einem. Er ist anwendbar für alle Institutionen, die in Zeiten der Digitalisierung ihre IT-Systeme und Datennetze und damit ihre Geschäfts- oder Verwaltungsprozesse nach dem Stand der Technik absichern wollen. 1994 hat das BSI erstmals IT-Sicherheitsempfehlungen unter dem Namen IT-Grundschutz veröffentlicht.
Das BSI ist die zentrale Zertifizierungsstelle für die Sicherheit von IT-Systemen in Deutschland (Computer- und Datensicherheit, Datenschutz). Prüfung und Zertifizierung ist möglich in Bezug auf die Standards des IT-Grundschutzhandbuch, dem Grünbuch, ITSEC und den Common Criteria. Die Gebühren des BSI nach BSI-Gesetz – zum Beispiel für die Zertifizierung nach Common Criteria sind in der Besonderen Gebührenverordnung des BMI festgelegt. Die Berechnung der Gebühren erfolgt durch das Statistische Bundesamt.
Das BSI ist nationaler Kompetenzträger auf dem Gebiet der Kryptografie, der Empfehlungen und technische Richtlinien zu kryptografischen Verfahren erstellt und an der Entwicklung internationaler Kryptostandards beteiligt ist.
Die IT-Strategie des Bundes sieht vor, die Vielfalt von Software zu erhöhen und so Software-Monokulturen zu reduzieren und damit das Angriffspotenzial zu verringern. Innerhalb des BSI wird FLOSS (Free/Libre Open Source Software) an verschiedensten Stellen eingesetzt, zum Beispiel im Bereich der Verarbeitung von Protokollierungsdaten, im Computer Emergency Response Team (CERT) und bei Penetrationstests.
Nach dem BSI-Gesetz speichert die Behörde als zentrale Meldestelle für IT-Sicherheit alle Protokolldaten, die bei der Online-Kommunikation zwischen Bürgern und Verwaltungseinrichtungen des Bundes anfallen.
Mit Inkrafttreten des Gesetzes zur Erhöhung der Sicherheit informationstechnischer Systeme (IT-Sicherheitsgesetz) im Juli 2015 wurden die Aufgaben und Befugnisse des BSI ausgeweitet (BGBl. I S. 1324). Nach § 8 BSI-Gesetz müssen Betreiber Kritischer Infrastrukturen IT-Sicherheit nach dem „Stand der Technik“ umsetzen und deren Einhaltung regelmäßig gegenüber dem BSI nachweisen. Sofern Sicherheitsmängel aufgedeckt werden, darf das BSI im Einvernehmen mit den Aufsichtsbehörden deren Beseitigung anordnen. Zudem wird das BSI nach § 8b BSIG die zentrale Meldestelle für die IT-Sicherheit Kritischer Infrastrukturen. Die Betreiber müssen dem BSI erhebliche Störungen ihrer IT melden, sofern sie Auswirkungen auf die Verfügbarkeit kritischer Dienstleistungen haben können. Sofern bei einem KRITIS-Betreiber meldepflichtige Störungen der IT auftreten, darf das BSI, falls erforderlich, auch die Hersteller der entsprechenden IT-Produkte und -Systeme zur Mitwirkung verpflichten. Dem BSI wird darüber hinaus nach § 7a die Befugnis eingeräumt, zur Wahrnehmung seiner Aufgaben IT-Produkte auf ihre Sicherheit hin zu untersuchen.
Zur Unterstützung der Länder und Kommunen, Bundes- und EU-Behörden sowie Unternehmen, ThinkTanks und Entscheidungsträger in der Gesellschaft baut das BSI seit Anfang 2017 in einem Pilotverfahren das Verbindungswesen mit Verbindungspersonen an den Standorten Wiesbaden, Berlin, Stuttgart, Hamburg und Brüssel auf. Die Verbindungspersonen geben vor Ort einen Überblick über die Angebote des BSI und vermitteln bei Bedarf Beratung und Unterstützung.

## Bundesamt
Das Bundesamt nutzt derzeit in Bonn fünf Gebäude. Wegen der zusätzlichen Stellen plant man einen Neubau in den Bonner Rheinauen, wo dann bis zu 1050 Mitarbeiter arbeiten können.
Beamte und Tarifbeschäftigte erhalten, wenn sie bei dem Bundesamt für Sicherheit in der Informationstechnik verwendet werden, gemäß Anlage I (zu § 20 Abs. 2 Satz 1) Bundesbesoldungsgesetz eine Stellenzulage von aktuell (Stand: 2019) 96,63 bis 193,27 Euro abhängig von ihrer Besoldungs- bzw. Entgeltgruppe.

## Kooperationen und weitere Einrichtungen

### Allianz für Cyber-Sicherheit
Die Allianz für Cyber-Sicherheit (ACS) ist eine Initiative des Bundesamtes für Sicherheit in der Informationstechnik (BSI), die 2012 in Zusammenarbeit mit dem Bundesverband Informationswirtschaft, Telekommunikation und neue Medien e. V. (Bitkom) gegründet wurde. Die ACS ist ein Zusammenschluss von Unternehmen, Verbänden, Behörden und Organisationen im Bereich der Cyber-Sicherheit in Deutschland. Unternehmen werden unter anderem mit Präventions-Angeboten unterstützt, Resilienz gegen Cyber-Angriffe aufzubauen. Über die Kommunikationskanäle der ACS werden aktuelle und valide Informationen zu Gefährdungen im Cyber-Raum für die Zielgruppe Wirtschaft bereitgestellt. Im Besonderen unterstützt die ACS den Informations- und Erfahrungsaustausch zwischen den Teilnehmenden mit dem Motto „Netzwerke schützen Netzwerke“.
Zu den Formaten gehören:
- die deutschlandweiten Cyber-Sicherheits-Tage,[36]
- kurze thematische Deep Dives im Rahmen von Cyber-Sicherheits-Web-Talks,[37]
- CYBERSNACS – der Cyber-Sicherheit-Podcast der ACS.[38]

Der Allianz für Cyber-Sicherheit gehören rund 7000 Institutionen an, davon sind 183 Partnerunternehmen und 111 Multiplikatoren. Die kostenlose Teilnahme kann von jeder Institution beantragt werden.

### UP KRITIS
Der UP KRITIS ist eine öffentlich-private Kooperation zwischen Betreibern Kritischer Infrastrukturen (KRITIS), deren Verbänden und den zuständigen staatlichen Stellen wie dem BSI. Er adressiert neun der zehn Sektoren Kritischer Infrastrukturen. Der Sektor „Staat und Verwaltung“ wird durch den UP BUND und Aktivitäten auf Länder- und Kommunalebene abgedeckt. Ziel der Kooperation UP KRITIS ist es, die Versorgung mit Dienstleistungen Kritischer Infrastrukturen in Deutschland aufrechtzuerhalten. Am UP KRITIS teilnehmen können auf Antrag alle Organisationen mit Sitz in Deutschland, die Kritische Infrastrukturen in Deutschland betreiben, nationale Fach- und Branchenverbände aus den KRITIS-Sektoren sowie die zuständigen Behörden.

### Digitaler Verbraucherschutz (ehemals BSI für Bürger)
Mit dem Inkrafttreten des IT-Sicherheitsgesetzes 2.0 wurden dem BSI die Aufgabe des Digitalen Verbraucherschutzes (DVS) und der Verbraucherinformation im Bereich der Sicherheit in der Informationstechnik übertragen. Als herstellerunabhängige und kompetente technische Stelle schützt das BSI die Verbraucher in der Digitalisierung.
- Das BSI schafft die Grundlagen und Rahmenbedingungen für Anbieter und Hersteller, um sichere und vertrauenswürdige Produkte und Dienste zu gestalten.
- Das BSI informiert, berät und warnt Verbraucher, damit sie digitale Produkte und Dienste sicher nutzen können.
- Das BSI unterstützt die Verbraucher bei der Steigerung ihrer Resilienz, damit sie IT-Sicherheitsvorfälle bewältigen können.

Das BSI unterstützt im Rahmen des Digitalen Verbraucherschutzes die Verbraucher u. a. in der Risikobewertung von Technologien, Produkten, Dienstleistungen und Medienangeboten. Neben einem besseren Schutz des Einzelnen soll gleichzeitig die gesellschaftliche Widerstandsfähigkeit gegen Cyber-Gefahren erhöht werden. Für ein Fachpublikum veröffentlicht der Digitale Verbraucherschutz den jährlich erscheinenden Bericht zum Digitalen Verbraucherschutz, und die im Rahmen der Marktbeobachtung umgesetzten Analysen zur IT-Sicherheit auf dem digitalen Verbrauchermarkt.

## Kritik und Kontroversen

### Nähe zum BND und Übernahme von Aufgaben von Geheimdiensten
Immer wieder wurde kritisiert, dass das BSI eigentlich für IT-Sicherheit zuständig sein soll, jedoch gleichzeitig aus einer ehemaligen BND-Dienststelle hervorging und dem Innenministerium nachgeordnet ist, das seinerseits für Polizei und Geheimdienste zuständig ist. Recherchen von netzpolitik.org zufolge beteiligte sich das BSI von 2007 bis 2009 an der Entwicklung des Staatstrojaners des Bundes. Weiter kaufte das BSI über Jahre Informationen über IT-Sicherheitslücken und Exploits, wie sie sonst von Geheimdiensten und Strafverfolgungsbehörden beschafft werden.

### Änderungen an Wikipedia-Artikeln
Im April 2022 veröffentlichte die Frankfurter Allgemeine Zeitung einen Artikel zu zahlreichen Änderungen von Wikipedia-Artikeln von IP-Adressen aus, die auf das BSI zurückgeführt wurden, allerdings von mehreren Behörden verwendet werden. Editiert wurden unter anderem Artikel zum Thema illegaler Einwanderung und zu den Personen Jamila Schäfer, Ricarda Lang und Robert Habeck.

### BSI-Affäre
Im Oktober 2022 berichtete das ZDF Magazin Royale über indirekte Russlandverbindungen von BSI-Präsident Arne Schönbohm. Daraufhin wurde Schönbohm auf Anordnung von Innenministerin Nancy Faeser die Führung der Amtsgeschäfte für drei Monate verboten. Zum Jahreswechsel 2023 übernahm er die Leitung der Bundesakademie für öffentliche Verwaltung und wurde Sonderbeauftragter für die Modernisierung der Fortbildungslandschaft des Bundes. Laut dem Business Insider kam das Innenministerium nach sechsmonatigen behördeninternen Voruntersuchungen zum Schluss, die Vorwürfe gegen Schönbohm seien unbegründet. Es habe den Fehler Ende April in einem Schreiben an Schönbohms Anwälte eingeräumt, ein Disziplinarverfahren werde daher nicht eingeleitet.

### KriterienkatalogC5
Clouddienste im Gesundheitsbereich müssen seit Juli 2024 den Kriterienkatalog C5 (Cloud Computing Compliance Criteria Catalogue) des BSI erfüllen. Im Gegensatz zu anderen Richtlinien darf dieser nur von Wirtschaftsprüfern abgenommen werden. Dies kritisierte Golem.de mit der Beobachtung, dass mit PricewaterhouseCoopers ein Wirtschaftsprüfungsunternehmen am Anforderungskatalog mitgearbeitet hat.

### Kooperation mit Google
Die Gesellschaft für Informatik (GI) kritisiert scharf die im März 2025 verkündete Kooperationsvereinbarung zwischen Google und dem Bundesamt für Sicherheit in der Informationstechnik (BSI) zum Aufbau „sicherer und souveräner Cloud-Lösungen für Behörden“.

## Produkte
- BitBox
- Chiasmus: Verschlüsselungssoftware für Windows und Linux
- IT-Grundschutz
- Libelle: ein nicht offengelegtes, symmetrisches Verschlüsselungsverfahren
- Gpg4win: Ein kostenfreies Tool zum Verschlüsseln und fortgeschrittenen Signieren von E-Mails (von der „Gpg4win-Initiative“ im Auftrag entwickelt)
- Sichere mobile Kommunikation: Sicherheitsempfehlungen für den öffentlichen Dienst
- Webseite BSI für Bürger: Sicherheitsempfehlungen für Privatanwender

## Veröffentlichungen

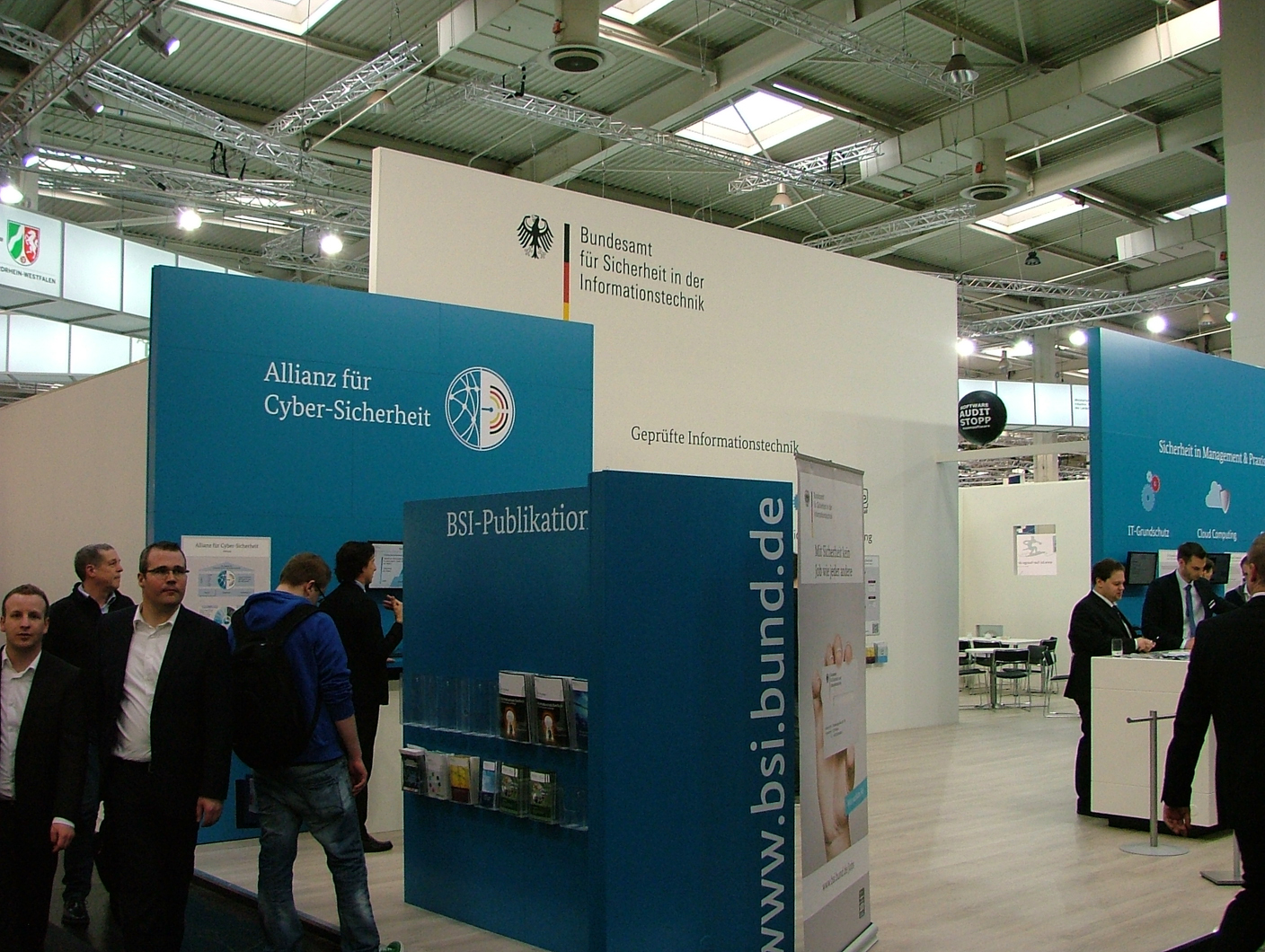
Messestand auf der CeBIT 2015

- Das BSI veröffentlicht regelmäßig Studien, Richtlinien, Infoblätter und Broschüren zum Thema IT-Sicherheit. Diese Dokumente werden teilweise zum kostenlosen Download angeboten.[59] Neben diesen allgemeinen Veröffentlichungen nutzt das BSI seit 1993 die Zeitschrift <kes> als offizielles Organ.
- Mitte Januar 2014 gab es Berichte über den millionenfachen Diebstahl von Internet-Nutzerdaten in Deutschland. Dem Bundesamt war dieser Vorfall bereits seit Dezember 2013 bekannt.[60] Das BSI richtete eine Webseite ein, nach deren Angaben es etwaige Betroffenheiten überprüfte.[61] Anfang April 2014 wurde ein erneuter Datendiebstahl bekannt, bei dem 21 Millionen E-Mail-Adressen ausgespäht wurden, von denen in Deutschland zirka drei Millionen betroffen waren. Die betroffenen E-Mail-Adressen konnten erneut auf einer Webseite des Bundesamts überprüft werden.[62]
- Das BSI veröffentlicht jährlich den Bericht zur Lage der IT-Sicherheit in Deutschland.[63] Der Lagebericht des BSI beschreibt und analysiert die aktuelle IT-Sicherheitslage, die Ursachen von Cyber-Angriffen sowie die verwendeten Angriffsmittel und -methoden, auch anhand konkreter Beispiele und Vorfälle. Daraus abgeleitet thematisiert der Lagebericht Lösungsansätze zur Verbesserung der IT-Sicherheit in Deutschland. Der Lagebericht für 2022 wurde im Oktober veröffentlicht und bewertete u. a. auch die IT-Sicherheitslage im Kontext des russischen Angriffskrieges auf die Ukraine.[64]
- Zweimal jährlich publiziert das BSI das BSI-Magazin, das aktuelle Themen der Digitalisierung und der Cyber-Sicherheit auch für Laien verständlich aufbereitet und darstellt.[65]